# Paramount Motors Corporation
Paramount Motors Corporation war ein US-amerikanischer Hersteller von Automobilen.

## Unternehmensgeschichte
Fred S. Lack stammte aus Phoenix in Arizona. Er gründete Anfang 1923 das Unternehmen. Der Sitz war in Los Angeles in Kalifornien. Murray C. Tunison war der Konstrukteur. Sie begannen mit der Produktion von Automobilen. Der Markenname lautete Paramount. Im Oktober 1923 wurde die Produktion nach Azusa in Kalifornien verlegt. Ein neues Werk für eine Million US-Dollar wurde angekündigt. Im Juli 1924 wurden die Baukosten mit 7,5 Millionen Dollar angegeben. Allerdings wurde das neue Werk nie gebaut. Im gleichen Jahr endete die Produktion. Insgesamt entstanden mindestens drei Fahrzeuge.
Es gab keine Verbindung zur M. P. Moller Motor Car Company, die Taxis unter dem gleichen Markennamen anbot.

## Fahrzeuge
Im Angebot stand nur ein Modell. Es hatte einen Motorradmotor mit Luftkühlung. Das Fahrgestell hatte 284 cm Radstand. Der Aufbau wurde als All-Weather Coupé bezeichnet. Es war ein Coupé, das schnell zu einem offenen Fahrzeug umgebaut werden konnte. Der Neupreis betrug 750 Dollar.